# الديمقراطية أو الديمجنونية
الديمقراطية أو الديمجنونية هي رواية ساخرة سياسية كتبها سيد مهدي شجاعي باللغة الفارسية وترجمتها إلى الإنجليزية كارولين كروسكيري. نشرت دار كاندل وفوغ للنشر الكتاب في عام 2014. ونشرَت هذا الكتاب أيضًا دار كريت سبيس للنشر في عام 2015.

## الملخص
لقد تغيرت الحكومة من الملكية إلى الديمقراطية بأمر من الملك الذي اعتلى خلف والده على العرش. وبينما حصل الشعب الآن على حق التصويت، فإن المرشحين الوحيدين هم أبناء الملك الأربعة والعشرون، الذين سيخدم كل منهم لمدة عامين. وفي عهد كل أخ، كان الظلم والقهر يكثران، وكانوا يقضون فترات حكمهم في النهب والسلب والسلب للبلاد قدر الإمكان، ويملؤون جيوبهم بما يكفي من المال ليعيشوا أيامهم في ترف. في كل مرة يقترب موعد الانتخابات الجديدة، يلجأ الناس إلى أحلامهم وأمانيهم بأن إدارة الأمير "القادم" سوف تجعل الأمور أفضل. ولكن الأمور لا تتغير أبدًا. وقد ورث الأمراء جميعهم اسم جدهم الأول، "ديمو"، كبادئة لأسمائهم. كان الملك قد أطلق على ابنه الخامس والعشرين الذي كان يفتقر إلى المظهر والذكاء والشخصية اسم ديمو كافي، لكن هذا الأمير الأخير أصبح معروفًا بين الناس باسم ديمو جنوني بسبب عقله الماكر وسلوكه المتقلب. في محاولة لحرمان أي من الإخوة الأربعة والعشرين من فرصة ثانية لتولي العرش، قرر الشعب أخيرًا التصويت للأمير رقم خمسة وعشرين، ديمو جنوني، الذي لا يُعتبر بأي حال من الأحوال مؤهلًا لهذا المنصب. في الواقع، لا يعتقد الناس أنه سيفوز، ولكنهم يصوتون له لأنهم يعتقدون أنه سيكون على الأرجح الأقل وحشية، وأقل طغيانًا من أي من الإخوة الآخرين. يُشكل ديمو جنوني دائرة من الرفاق ويطبق مبادئه الخاصة التي تتكون من مزيج من القمع وخداع الجماهير. ينطلق في مهمة لتدمير البلاد، ويصور أفعاله على أنها "خدمة" للشعب. كما اتضح أنه في الواقع عميل للعدو، والذي بعد أن فر في النهاية من بلده ولجأ إلى أراضي العدو، سلم وطنه لهم. إن سلوك ديمو جنوني وخطاباته المُوثقة مُدهشة حقًّا، والأكثر غرابة هي القوانين والأنظمة التي مارسها في حكم بلاده. إن السؤال حول ما إذا كانت الديمقراطية المعيارية والتقليدية في العالم اليوم تقوم على المبادئ والأساليب التي نفذها ديمو جنوني في هذا الكتاب، القصة تُقدم فقط كغذاء للفكر وليس كادعاء ثابت. والجواب على هذا السؤال يُترك للقارئ.

## عن المؤلف
وُلد السيد مهدي شجاعي في آب 1960 في طهران. اشتهر بكتبه المتميزة في المواضيع الروحية. بعد حصوله على شهادة الثانوية العامة في الرياضيات، التحق شجاعي بكلية الفنون الدرامية حيث حصل على درجة البكالوريوس في الأدب الدرامي. وفي الوقت نفسه، درس العلوم السياسية في كلية الحقوق والعلوم السياسية بجامعة طهران، لكنه ترك دراسته دون إكمالها لمتابعة مهنة في الكتابة.

## عن المترجم إلى الإنجليزية
وُلدت كارولين كروسكيري في الولايات المتحدة وانتقلت إلى إيران في سن الحادية والعشرين. حصلت على درجة البكالوريوس من جامعة كاليفورنيا في لوس أنجلوس في الدراسات الإيرانية. عملت لسنوات عديدة في ثلاثة مجالات تخصصية: تدريس اللغات، والترجمة والتفسير، والتمثيل الصوتي. قامت بتدريس اللغة الإنجليزية في معهد اللغة الإيرانية في إيران، وترجمت أفلامًا روائية طويلة للترجمة التوضيحية في سينما فارابي وهوزة هونري، وقامت بدبلجة الأفلام الفارسية إلى الإنجليزية في هيئة الإذاعة والتلفزيون الإيرانية، في قناة سَحَر . بعد أن عاشت في إيران لمدة ثلاثة عشر عامًا، عادت إلى الولايات المتحدة وبدأت مهنة لمدة عشر سنوات كمترجمة للغة الفارسية في المحاكم العليا لمقاطعة لوس أنجلوس. برزت أيضًا في التعليق الصوتي، وتواصل حاليًا مسيرتها المهنية في التعليق الصوتي باللغتين الإنجليزية والفارسية.

## تفاصيل الإصدار
- صدر لأول مرة في إيران عن دار نيستان للنشر باللغة الفارسية، عام 2009.
- صدر الكتاب للمرة الثانية في أوائل عام 2014 عن دار النشر الإيرانية "كاندل وفوغ" ومقرها لندن باللغة الإنجليزية.
- صدرت الطبعة الثالثة في أبريل 2015 على يد دار كريت سبيس باللغة الإنجليزية.